# Konstanty Zakrzewski (poeta)
Konstanty Zakrzewski herbu Wyssogota (ur. 10 lutego 1811, zm. 2 maja 1884 w Genui) – polski poeta, dramatopisarz.

## Życiorys
Konstanty Zakrzewski urodził się w majątku Gutów (ówczesny powiat pleszewski), a jego rodzicami byli Paweł Zakrzewski, porucznik gwardii Stanisława Augusta oraz Katarzyna z domu Rembowska. Początkowo uczęszczał do szkoły w Kaliszu, a później uczył się w szkole pijarów w Warszawie na Żoliborzu. Zadebiutował poetycko wierszem „Do bociana”, który wygłosił podczas szkolnej uroczystości, który w 1838 roku opublikowany został w „Tygodniku Literackim”. Przerwał studia na Królewskim Uniwersytecie Warszawskim, żeby uczestniczyć w powstaniu listopadowym. Odznaczony po bitwie pod Grochowem Złotym Krzyżem Virtuti Militari i niebawem u generała Umińskiego mianowany został jego adiutantem. Kiedy upadło powstanie Zakrzewski wyemigrował z kraju. Studiował przez dwa lata w Heidelbergu i Genewie, a następnie zamieszkał w Paryżu, w którym spotkał Adama Mickiewicza, Juliusza Słowackigo oraz Zaleskiego. Powrócił do kraju, kiedy objęła go amnestia i osiadł w Gutowie, gdzie m.in. zajął się twórczością poetycką. Z powodu kłopotów finansowych w 1843 roku zmuszony został do sprzedaży Gutowa i w związku z tym zamieszkał w Tursku. Wyznaczony na naczelnika wschodnich powiatów brał udział w 1848 roku w powstaniu i za to w Poznaniu więziono go przez kilka miesięcy. Został uwolniony i zamieszkał w Poznaniu aktywnie uczestnicząc przy organizowaniu wydziału dramatycznego Towarzystwa „Harmonia”. Będąc członkiem zarządu wydziału pełnił obowiązki zastępcy dyrektora amatorskiego teatru, który powstał przy Towarzystwie „Harmonia". Władze pruskie zamknęły teatr, więc około 1854 roku Zakrzewski powrócił na wieś i zajął się wśród miejscowych mieszkańców pracą oświatową. Z pomocą księdza Franciszka Bażyńskiego organizował dla ludu coroczne konkursy na najlepszą powieść. W końcowych latach swojego życia mieszkał u dzieci. Zmarł 2 maja 1884 roku w Genui.
Jego żoną była Faustyna Rembowska, a po jej śmierci ożenił się z Gabrielą Łubieńską. Miał synów: Pawła, Stanisława i Jana oraz córki: Mariannę i Konstancję.
Nie wydano jego dorobku literackiego, więc pozostał w rękopisach w Bibliotece Raczyńskich w Poznaniu. W druku pojawiły się tylko nieliczne utwory: „Przyjaciel Ludu” 1837, „Tygodnik Literacki” 1838–1840, „Pokłosie” 1854utrzymane w konwencji romantycznej i pozostające pod wpływem Mickiewicza i Słowackiego. Były w nich motywy baśniowe, fantastyczne („Ksiądz i sierota”), opisujące wielkopolskie zwyczaje ludowe („Hulanka”), nawiązujące do walk wolnościowych („Utarczka”). Hipolit Cegielski niektóre z nich włączył do swojej Nauki poezji (1845). Zakrzewski napisał na potrzeby amatorskiego teatru kilka komedii jednoaktowych, które były przychylnie przyjmowane przez publiczność: Co, to dziś za dzień mamy ?, Pozory często mylą, Prima Aprilis, Sieroty. Pod koniec życia napisał większy, bo 5-aktowy dramat historyczny Banici (1881).